# سفارة الجزائر في ألمانيا
سفارة الجزائر في ألمانيا هي الممثلية الديبلوماسية للجزائر في ألمانيا.

## المبنى

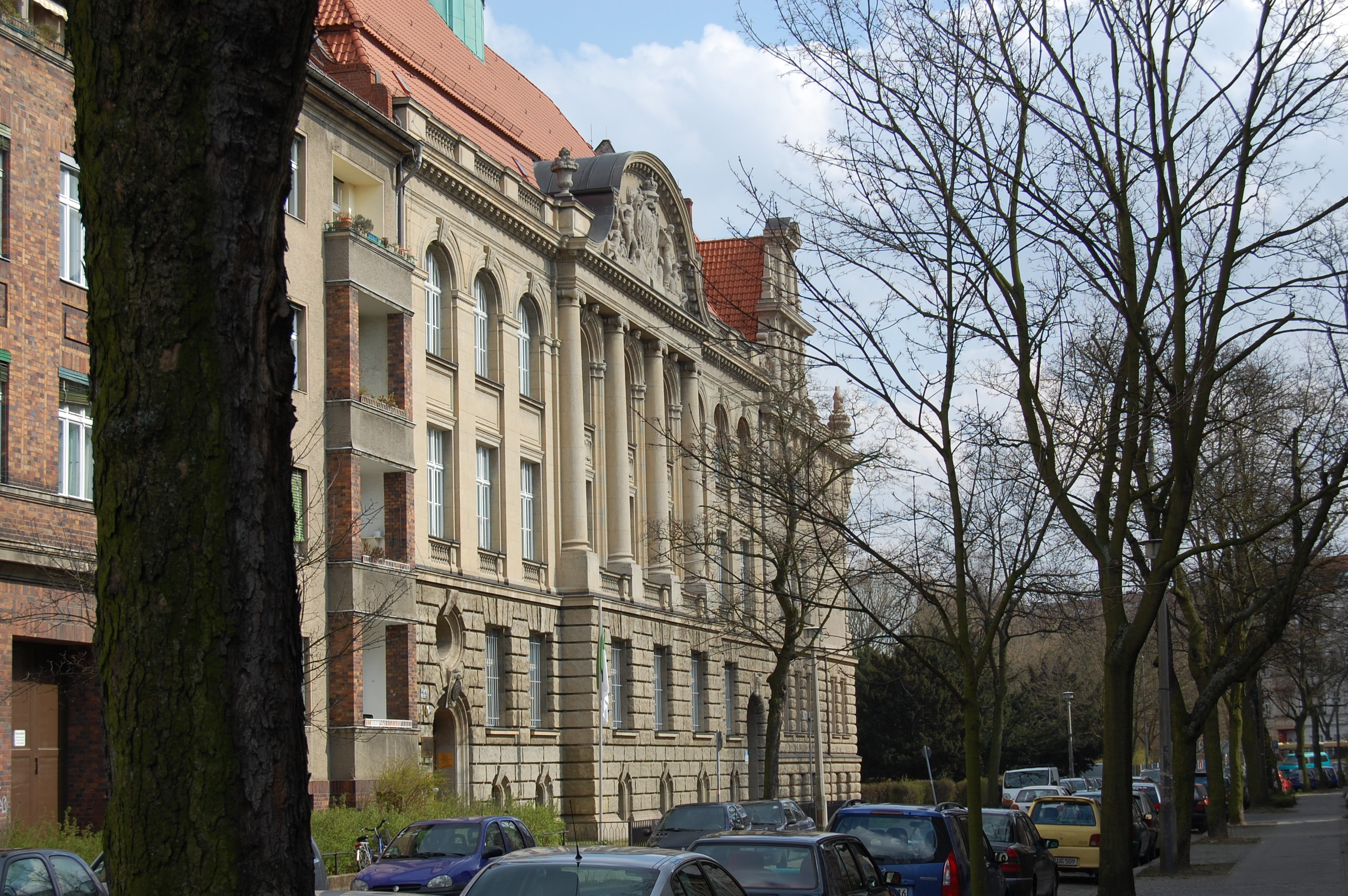
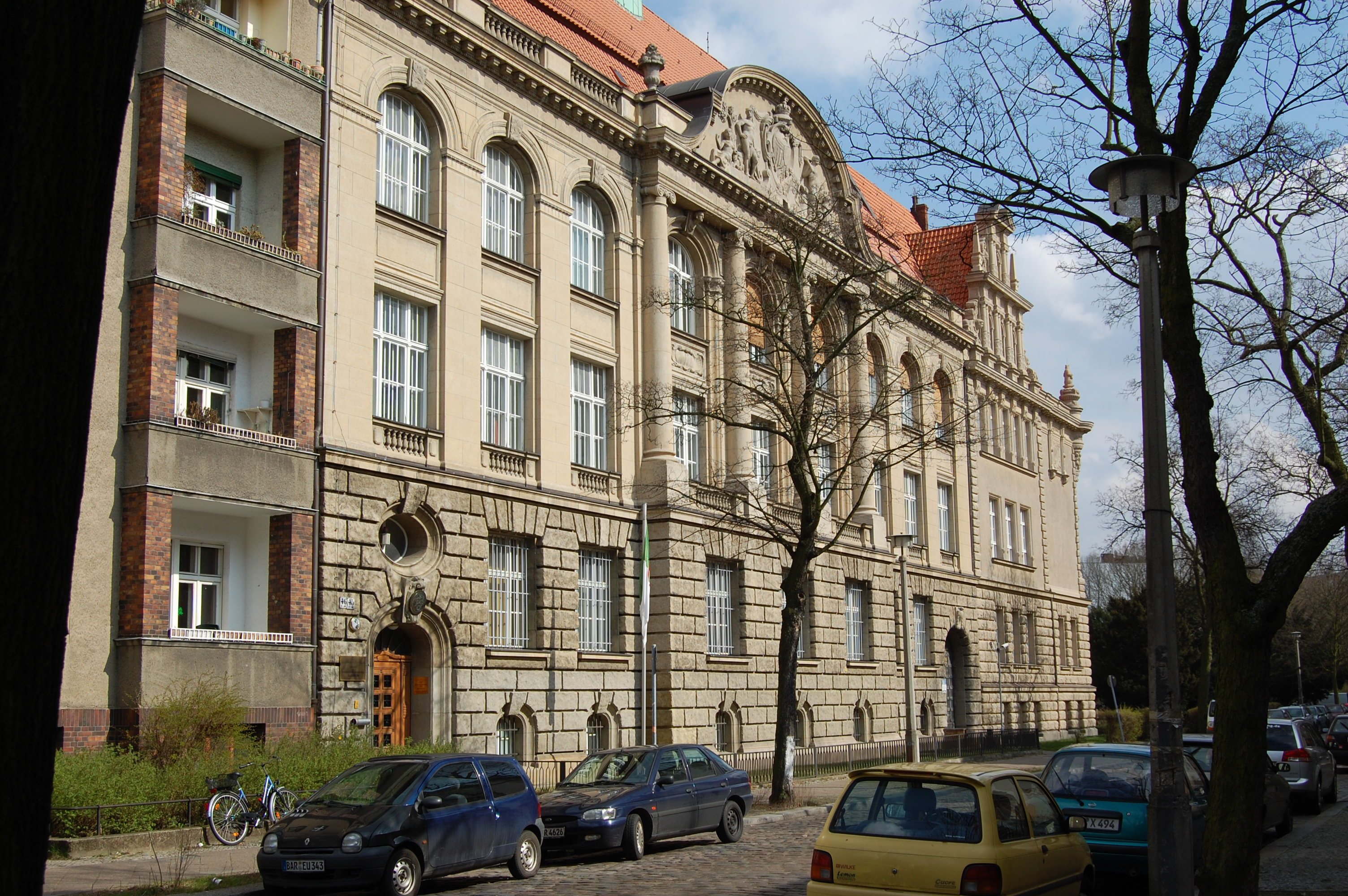
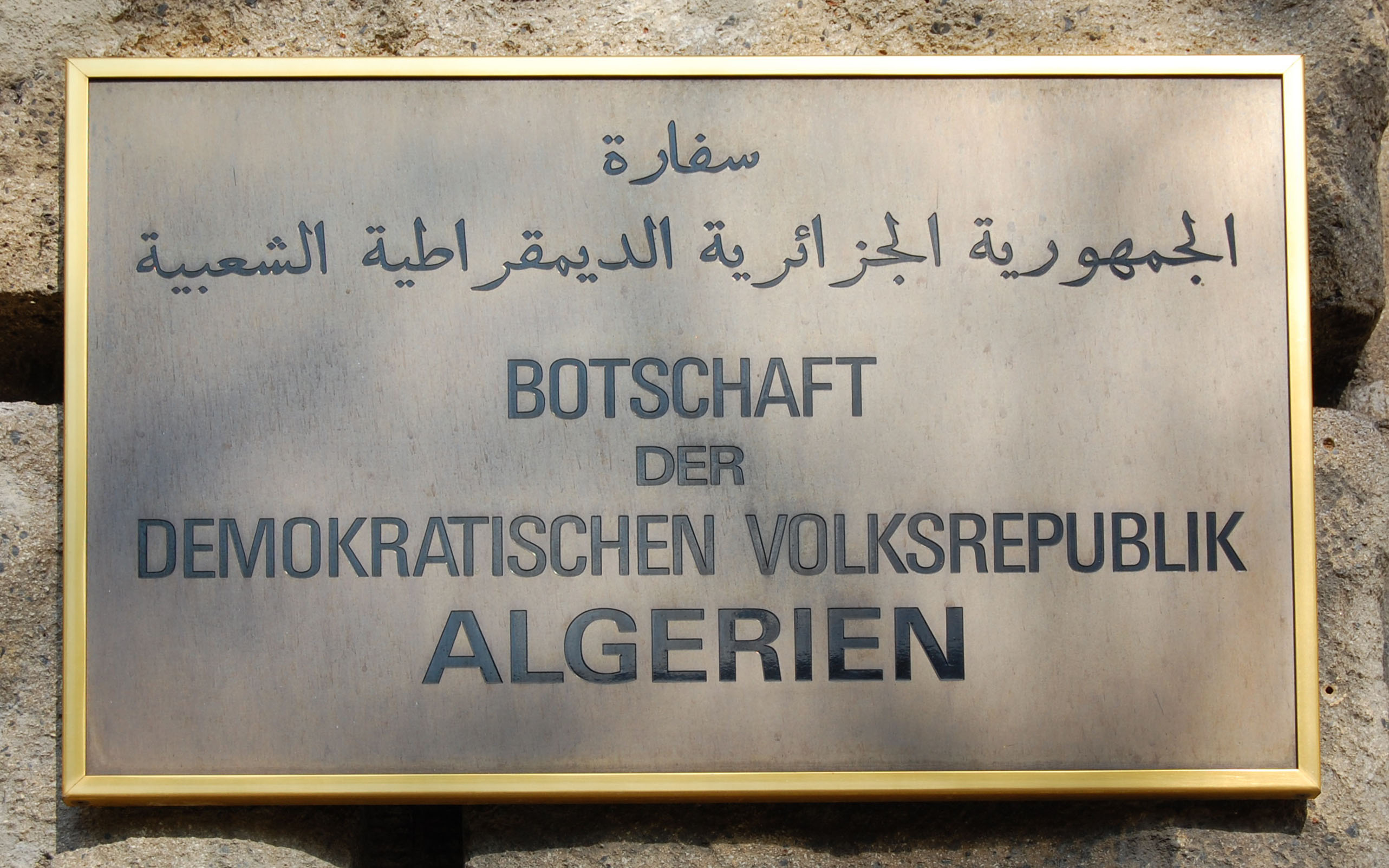

## القنصليات
القنصلية العامة توجد في بون

### مقالات ذات صلة
- قائمة البعثات الدبلوماسية للجزائر

### وصلات خارجية
- (بالعربية)(بالألمانية)

(بالفرنسية)موقع القنصلية العامة الجزائرية في بون